# Мадагаскарская кукушка Делаланда
Мадагаска́рская куку́шка Делаланда, или куа Делаланде (лат. Coua delalandei) — вымерший вид птиц из семейства кукушковых (Cuculidae). Видовой эпитет дан в честь французского натуралиста Пьера-Антуана Делаланда (1787—1823).

## Описание

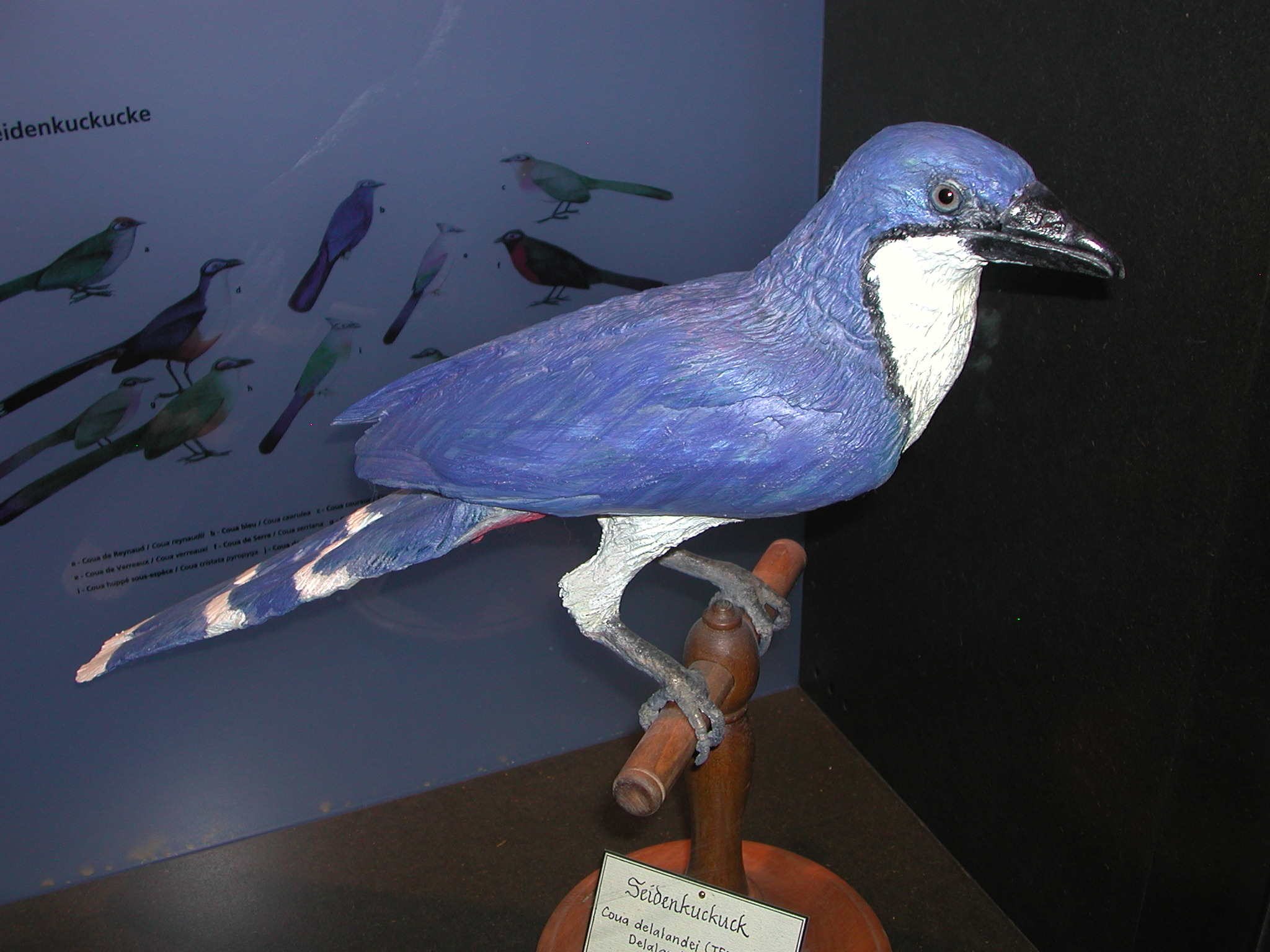
Музейная реконструкция

Мадагаскарская кукушка Делаланда достигала длины 56 см. Длина крыльев составляла от 21,7 до 22,6 см, хвост был длиной от 25,6 до 30 см. Верхняя часть тела была тёмно-синяя, нижняя часть — белого и каштанового цвета. Голова была тёмно-фиолетовая. Голая голубая кожа лица была окружена чёрным венком из перьев. Спина была синяя. Хвост был синий с зеленоватым отливом. У внешних перьев хвоста вершины были белые. Горло и верхняя часть груди были белые, брюхо каштановое. Клюв, ноги и лапы были чёрные. Радужины были коричневые. Как и другие виды мадагаскарских кукушек, вид не являлся гнездовым паразитом.

## Распространение
Мадагаскарская кукушка Делаланда была эндемиком дождевых лесов острова Сент-Мари, расположенного к северо-востоку от Мадагаскара. На самом Мадагаскаре вид никогда не обитал.

## Питание
Питание птиц состояло из улиток рода Achatina. Для добычи моллюска птицы использовали в качестве наковальни камень.

## Вымирание
Последний достоверный экземпляр вида был добыт в 1834 году для Национального музея естественной истории в Париже. Разрушение жизненного пространства и чрезмерная охота, вероятно, были основными причинами вымирания. На кукушек охотились, расставляя петли, из-за их перьев. После того, как в 1920-е годы прошёл слух о появлении кукушки недалеко от Мароантсера, французский зоолог Луи Лаводе предпринял в 1932 году поиски, которые, однако, не увенчались успехом. В 1937 году вид по предложению орнитолога Остина Лумера Ранда, наконец, был признан вымершим. Сегодня 13 чучел птицы можно увидеть в музеях Лондона, Парижа, Лейдена, Ливерпуля, Нью-Йорка, Кембриджа (Массачусетс), Брюсселя, Антананариву, Штутгарта и Вены, а птица из музея ЗИН РАН — единственная в России.